# Siegfried Blechert
Siegfried Blechert (* 1. März 1946 in Aalborg, Dänemark) ist ein deutscher Chemiker.

## Leben und Werk
Siegfried Blechert studierte von 1968 bis 1971 Chemie an der Universität Hannover. 1974 wurde er als akademischer Schüler von Ekkehard Winterfeldt mit einer Dissertation zur Synthese von Acridon-Alkaloiden promoviert. Nach mehreren Jahren als wissenschaftlicher Mitarbeiter folgte ein Postdoktorat bei Pierre Potier in Frankreich zur Synthese von Taxol und dessen Derivats Taxotere. 1983 habilitierte er an der Universität Hannover über Umlagerungsreaktionen unter N-O Bindungsbruch.
Von 1986 bis 1990 lehrte er als Professor für organische Chemie an der Universität Bonn. 1990 erhielt er Angebote für Professuren an den Universitäten Wuppertal, Paderborn, Ulm und der Technischen Universität Berlin. Er folgte dem Ruf an die TU Berlin und ist dort seit 1990 Professor für organische Chemie.
Aktuelle Forschungsgebiete sind die Naturstoffsynthese sowie homogene und heterogene Katalyse (Olefin-Metathese, Hydroaminierung, heterogene Photokatalyse mit graphitischen Kohlenstoffnitriden).

## Auszeichnungen (Auswahl)
- 2008 Novartis Lecturer
- 2007 Roche Lecturer
- 2006 Mitglied der “Leopoldina”[4]
- 2006 Merck Lecturer
- 2005 Novartis Lecturer
- 2004 Guest Professor University Paris V
- 2000 Karcher Medal, Oklahoma (USA)
- 1999 Roche Lecturer
- 1998 Fellow of the Japanese Society of Promotion of Science (JSPS)
- 1997 Schering Lecturer
- 1994 SmithKline Beecham Visiting Professor

## Veröffentlichungen (Auswahl)
- Fangzheng Su, Smitha C. Mathew, Lennart Möhlmann, Markus Antonietti, Xinchen Wang, Siegfried Blechert: Aerobic Oxidative Coupling of Amines by Carbon Nitride Photocatalysis with Visible Light. In: Angewandte Chemie International Edition. 50, 2011, S. 657–660, doi:10.1002/anie.201004365.
- Fangzheng Su, Smitha C. Mathew, Grzegorz Lipner, Xianzhi Fu, Markus Antonietti, Siegfried Blechert, Xinchen Wang:   mpg-C3N4-Catalyzed Selective Oxidation of Alcohols Using O2 and Visible Light. In: Journal of the American Chemical Society. 132, 2010, S. 16299–16301, doi:10.1021/ja102866p.
- Agustino Zulys, Maximilian Dochnahl, Dirk Hollmann, Karolin Löhnwitz, Jost-Steffen Herrmann, Peter W. Roesky, Siegfried Blechert: Intramolecular Hydroamination of Functionalized Alkenes and Alkynes with a Homogenous Zinc Catalyst. In: Angewandte Chemie International Edition. 44, 2005, S. 7794–7798, doi:10.1002/anie.200502006.
- Daniel Rost, Marta Porta, Simon Gessler, Siegfried Blechert: A hexafluorobenzene promoted ring-closing metathesis to form tetrasubstituted olefins In: Tetrahedron Letters 49, 2008, S. 5968–5971, doi:10.1016/j.tetlet.2008.07.161.
- Stephen J. Connon, Siegfried Blechert: Recent Developments in Olefin Cross-Metathesis. In: Angewandte Chemie International Edition. 42, 2002, S. 1900–1923, doi:10.1002/anie.200200556.
- Simon Gessler, Stefan Randl, Siegfried Blechert: Synthesis and metathesis reactions of a phosphine-free dihydroimidazole carbene ruthenium complex. In: Tetrahedron Letters. 41, 2000, S. 9973–9976, doi:10.1016/S0040-4039(00)01808-6.